# Championnats du monde d'haltérophilie 1988
Navigation
Édition précédente Édition suivante
Les Championnats du monde d'haltérophilie 1988 se tiennent du 2 décembre 1988 au 4 décembre 1988 à Jakarta. Seuls les femmes participent à cette édition.

## Médaillées
| Épreuve     | Or                        | Or          | Argent                     | Argent   | Bronze                     | Bronze   |
| 44 kg       | 44 kg                     | 44 kg       | 44 kg                      | 44 kg    | 44 kg                      | 44 kg    |
| ----------- | ------------------------- | ----------- | -------------------------- | -------- | -------------------------- | -------- |
| Arraché     | Xing Fen (CHN)            | 60,0 kg     | Choi Myung-shik (KOR)      | 55,0 kg  | Ponco Imbarwati (INA)      | 47,5 kg  |
| Épaulé-jeté | Xing Fen (CHN)            | 87,5 kg RM  | Choi Myung-shik (KOR)      | 75,5 kg  | Tsai Huey-woan (TPE)       | 57,5 kg  |
| Total       | Xing Fen (CHN)            | 147,5 kg RM | Choi Myung-shik (KOR)      | 130,0 kg | Ponco Imbarwati (INA)      | 105,0 kg |
| 48 kg       |                           |             |                            |          |                            |          |
| Arraché     | Huang Xiaoyu (CHN)        | 70,0 kg     | Robin Byrd (USA)           | 67,5 kg  | Siti Aisah (INA)           | 62,5 kg  |
| Épaulé-jeté | Huang Xiaoyu (CHN)        | 95,5 kg RM  | Siti Aisah (INA)           | 75,0 kg  | Robin Byrd (USA)           | 72,5 kg  |
| Total       | Huang Xiaoyu (CHN)        | 165,0 kg    | Robin Byrd (USA)           | 140,0 kg | Siti Aisah (INA)           | 137,5 kg |
| 52 kg       |                           |             |                            |          |                            |          |
| Arraché     | Peng Liping (CHN)         | 80,0 kg RM  | Yang Su-kuan (TPE)         | 68,0 kg  | Sandra Gómez (ESP)         | 62,5 kg  |
| Épaulé-jeté | Peng Liping (CHN)         | 95,0 kg RM  | Sandra Gómez (ESP)         | 85,0 kg  | Kim Oh-sook (KOR)          | 85,0 kg  |
| Total       | Peng Liping (CHN)         | 175,0 kg RM | Sandra Gómez (ESP)         | 147,5 kg | Kim Oh-sook (KOR)          | 145,0 kg |
| 56 kg       |                           |             |                            |          |                            |          |
| Arraché     | Ma Na (CHN)               | 75,0 kg     | Won Soon-yi (KOR)          | 70,0 kg  | Stéphanie Genna (FRA)      | 67,5 kg  |
| Épaulé-jeté | Ma Na (CHN)               | 105,0 kg RM | Yang Mei-tzu (TPE)         | 87,5 kg  | Mina Uotome (JPN)          | 85,0 kg  |
| Total       | Ma Na (CHN)               | 180,0 kg RM | Won Soon-yi (KOR)          | 155,0 kg | Yang Mei-tzu (TPE)         | 152,5 kg |
| 60 kg       |                           |             |                            |          |                            |          |
| Arraché     | Yang Jing (CHN)           | 85,0 kg RM  | Maria Christoforidou (GRE) | 80,0 kg  | Colleene Colley (USA)      | 75,0 kg  |
| Épaulé-jeté | Yang Jing (CHN)           | 110,0 kg RM | Colleene Colley (USA)      | 100,0 kg | Maria Christoforidou (GRE) | 97,5 kg  |
| Total       | Yang Jing (CHN)           | 195,0 kg RM | Maria Christoforidou (GRE) | 177,5 kg | Colleene Colley (USA)      | 175,0 kg |
| 67,5 kg     |                           |             |                            |          |                            |          |
| Arraché     | Guo Qiuxiang (CHN)        | 95,0 kg RM  | Mária Takács (HUN)         | 87,5 kg  | Anikó Triff-Árkosi (HUN)   | 82,5 kg  |
| Épaulé-jeté | Guo Qiuxiang (CHN)        | 115,0 kg RM | Mária Takács (HUN)         | 110,0 kg | Jeanette Rose (GBR)        | 102,5 kg |
| Total       | Guo Qiuxiang (CHN)        | 210,0 kg RM | Mária Takács (HUN)         | 197,5 kg | Jeanette Rose (GBR)        | 180,0 kg |
| 75 kg       |                           |             |                            |          |                            |          |
| Arraché     | Milena Trendafilova (BUL) | 90,0 kg     | Li Hongling (CHN)          | 90,0 kg  | Senka Asenova (BUL)        | 85,0 kg  |
| Épaulé-jeté | Li Hongling (CHN)         | 122,5 kg RM | Milena Trendafilova (BUL)  | 115,0 kg | Arlys Kovach (USA)         | 112,5 kg |
| Total       | Li Hongling (CHN)         | 212,5 kg RM | Milena Trendafilova (BUL)  | 205,0 kg | Arlys Kovach (USA)         | 197,5 kg |
| 82,5 kg     |                           |             |                            |          |                            |          |
| Arraché     | Li Yanxia (CHN)           | 97,5 kg RM  | Erika Takács (HUN)         | 92,5 kg  | Milena Mileskova (BUL)     | 92,5 kg  |
| Épaulé-jeté | Li Yanxia (CHN)           | 117,5 kg    | Erika Takács (HUN)         | 117,5 kg | Milena Mileskova (BUL)     | 110,0 kg |
| Total       | Li Yanxia (CHN)           | 215,0 kg    | Erika Takács (HUN)         | 210,0 kg | Milena Mileskova (BUL)     | 202,5 kg |
| +82,5 kg    |                           |             |                            |          |                            |          |
| Arraché     | Han Changmei (CHN)        | 100,0 kg RM | Karyn Marshall (USA)       | 97,5 kg  | Veronika Tóbiás (HUN)      | 85,0 kg  |
| Épaulé-jeté | Han Changmei (CHN)        | 132,5 kg RM | Karyn Marshall (USA)       | 127,5 kg | Veronika Tóbiás (HUN)      | 107,5 kg |
| Total       | Han Changmei (CHN)        | 232,5 kg RM | Karyn Marshall (USA)       | 225,0 kg | Veronika Tóbiás (HUN)      | 192,5 kg |